# Toni Erdmann
Toni Erdmann este un film germano-austriac din 2016 regizat de Maren Ade. Rolurile principale au fost interpretate de actorii Peter Simonischek, Sandra Hüller, Michael Wittenborn, Thomas Loibl, Trystan Pütter, Hadewych Minis, Lucy Russell, Ingrid Bisu, Vlad Ivanov și Victoria Cociaș.
A avut premiera mondială în competiția oficială a Festivalului de Film de la Cannes din 2016. Filmul a avut premiera în România la 21 octombrie 2016, fiind co-produs de Ada Solomon (alături de regizorul filmului, Maren Ade, și de Jonas Dornbach) și a fost filmat la București.

## Distribuție
- Peter Simonischek - Winfried Conradi / Toni Erdmann
- Sandra Hüller - Ines Conradi
- Lucy Russell - Steph
- Michael Wittenborn - Henneberg
- Thomas Loibl - Gerald
- Trystan Pütter - Tim
- Hadewych Minis - rolul Tatiana
- Ingrid Bisu - rolul Anca
- Vlad Ivanov -  rolul Iliescu
- Victoria Cocias  - rolul Flavia

## Producție
Filmările au avut loc în perioada  iunie-septembrie 2014 în Aachen și cel mai mult în București. Cheltuielile de producție s-au ridicat la 3,2 milioane $.

## Primire
A fost nominalizat la Premiul Oscar pentru cel mai bun film străin, 2017. Este singurul film din 2016 inclusă în Top 100 cele mai bune filme ale secolului 21, clasament realizat de către BBC Culture.
| Listă de premii și nominalizări               | Listă de premii și nominalizări | Listă de premii și nominalizări                           | Listă de premii și nominalizări                               | Listă de premii și nominalizări | Listă de premii și nominalizări |
| Premiu                                        | Data ceremoniei                 | Categorie                                                 | Primitor(i)                                                   | Rezultat                        | Ref.                            |
| --------------------------------------------- | ------------------------------- | --------------------------------------------------------- | ------------------------------------------------------------- | ------------------------------- | ------------------------------- |
| Academy Awards                                | 26 februarie 2017               | cel mai bun film străin                                   | Maren Ade                                                     | În așteptare                    | [ 18 ] [ 19 ]                   |
| Alliance of Women Film Journalists            | 21 decembrie 2016               | Best Non-English-Language Film                            | Maren Ade                                                     | Nominalizare                    | [ 20 ] [ 21 ]                   |
| Austin Film Critics Association               | 28 decembrie 2016               | Best Foreign Language Film                                | Toni Erdmann                                                  | Nominalizare                    | [ 22 ] [ 23 ]                   |
| British Academy Film Awards                   | 12 februarie 2017               | Best Film Not in the English Language                     | Toni Erdmann                                                  | În așteptare                    | [ 24 ]                          |
| British Independent Film Awards               | 4 decembrie 2016                | Best Foreign Independent Film                             | Maren Ade, Jonas Dornbach, Janine Jackowski and Michael Merkt | Nominalizare                    | [ 25 ]                          |
| Brussels Film Festival                        | 24 iunie 2016                   | Golden Iris Award                                         | Maren Ade                                                     | Câștigat                        | [ 26 ]                          |
| Brussels Film Festival                        | 24 iunie 2016                   | RTBF TV Prize for Best Film                               | Maren Ade                                                     | Câștigat                        | [ 26 ]                          |
| Brussels Film Festival                        | 24 iunie 2016                   | Best Screenplay Award                                     | Maren Ade                                                     | Câștigat                        | [ 26 ]                          |
| Cannes Film Festival                          | 22 mai 2016                     | FIPRESCI Award                                            | Maren Ade                                                     | Câștigat                        | [ 27 ]                          |
| Cannes Film Festival                          | 22 mai 2016                     | Palme d'Or                                                | Maren Ade                                                     | Nominalizare                    | [ 27 ]                          |
| Chicago Film Critics Association              | 15 decembrie 2016               | Best Foreign Language Film                                | Toni Erdmann                                                  | Nominalizare                    | [ 28 ]                          |
| Critics' Choice Awards                        | 11 decembrie 2016               | Best Foreign Language Film                                | Toni Erdmann                                                  | Nominalizare                    | [ 29 ]                          |
| Dallas–Fort Worth Film Critics Association    | 13 decembrie 2016               | Best Foreign Language Film                                | Toni Erdmann                                                  | 2nd Place                       | [ 30 ]                          |
| Denver Film Critics Society                   | 16 ianuarie 2017                | Best Foreign Language Film                                | Toni Erdmann                                                  | Câștigat                        | [ 31 ]                          |
| Dorian Awards                                 | 26 ianuarie 2017                | Foreign Language Film of the Year                         | Toni Erdmann                                                  | În așteptare                    | [ 32 ]                          |
| European Film Awards                          | 10 decembrie 2016               | Best Film                                                 | Toni Erdmann                                                  | Câștigat                        | [ 33 ]                          |
| European Film Awards                          | 10 decembrie 2016               | Best Director                                             | Maren Ade                                                     | Câștigat                        | [ 33 ]                          |
| European Film Awards                          | 10 decembrie 2016               | Best Screenwriter                                         | Maren Ade                                                     | Câștigat                        | [ 33 ]                          |
| European Film Awards                          | 10 decembrie 2016               | Best Actor                                                | Peter Simonischek                                             | Câștigat                        | [ 33 ]                          |
| European Film Awards                          | 10 decembrie 2016               | Best Actress                                              | Sandra Hüller                                                 | Câștigat                        | [ 33 ]                          |
| Florida Film Critics Circle                   | 23 decembrie 2016               | Best Foreign Language Film                                | Toni Erdmann                                                  | Nominalizare                    | [ 34 ]                          |
| Golden Globe Awards                           | 8 ianuarie 2017                 | Best Foreign Language Film                                | Toni Erdmann                                                  | Nominalizare                    | [ 35 ]                          |
| Houston Film Critics Society                  | 6 ianuarie 2017                 | Best Foreign Language Film                                | Toni Erdmann                                                  | Nominalizare                    | [ 36 ] [ 37 ]                   |
| Independent Spirit Awards                     | 25 februarie 2017               | Best International Film                                   | Toni Erdmann                                                  | În așteptare                    | [ 38 ]                          |
| IndieWire Critics Poll                        | 19 decembrie 2016               | Best Film                                                 | Toni Erdmann                                                  | 4th Place                       | [ 39 ]                          |
| IndieWire Critics Poll                        | 19 decembrie 2016               | Best Director                                             | Maren Ade                                                     | 3rd Place                       | [ 39 ]                          |
| IndieWire Critics Poll                        | 19 decembrie 2016               | Best Actress                                              | Sandra Hüller                                                 | 3rd Place                       | [ 39 ]                          |
| IndieWire Critics Poll                        | 19 decembrie 2016               | Best Actor                                                | Peter Simonischek                                             | 4th Place                       | [ 39 ]                          |
| IndieWire Critics Poll                        | 19 decembrie 2016               | Best Screenplay                                           | Toni Erdmann                                                  | 7th Place                       | [ 39 ]                          |
| London Film Critics Circle                    | 22 ianuarie 2017                | Film of the Year                                          | Toni Erdmann                                                  | Nominalizare                    | [ 40 ]                          |
| London Film Critics Circle                    | 22 ianuarie 2017                | Director of the Year                                      | Maren Ade                                                     | Nominalizare                    | [ 40 ]                          |
| London Film Critics Circle                    | 22 ianuarie 2017                | Actor of the Year                                         | Peter Simonischek                                             | Nominalizare                    | [ 40 ]                          |
| London Film Critics Circle                    | 22 ianuarie 2017                | Actress of the Year                                       | Sandra Hüller                                                 | Nominalizare                    | [ 40 ]                          |
| London Film Critics Circle                    | 22 ianuarie 2017                | Screenwriter of the Year                                  | Maren Ade                                                     | Nominalizare                    | [ 40 ]                          |
| London Film Critics Circle                    | 22 ianuarie 2017                | Foreign Language Film of the Year                         | Toni Erdmann                                                  | Câștigat                        | [ 40 ]                          |
| Los Angeles Film Critics Association          | 4 decembrie 2016                | Best Foreign Language Film                                | Toni Erdmann                                                  | Runner-up                       | [ 41 ]                          |
| National Society of Film Critics              | 7 ianuarie 2017                 | Best Actress                                              | Sandra Hüller                                                 | 2nd Place                       | [ 42 ]                          |
| National Society of Film Critics              | 7 ianuarie 2017                 | Best Foreign Language Film                                | Toni Erdmann                                                  | Câștigat                        | [ 42 ]                          |
| New York Film Critics Circle                  | 1 decembrie 2016                | Best Foreign Language Film                                | Toni Erdmann                                                  | Câștigat                        | [ 43 ]                          |
| New York Film Critics Online                  | 11 decembrie 2016               | Top 12 Films                                              | Toni Erdmann                                                  | Câștigat                        | [ 44 ]                          |
| Online Film Critics Society                   | 3 ianuarie 2017                 | Best Foreign Language Film                                | Toni Erdmann                                                  | Nominalizare                    | [ 45 ]                          |
| Palić Film Festival                           | 22 iulie 2016                   | Golden Tower for Best Film                                | Maren Ade                                                     | Câștigat                        | [ 46 ]                          |
| Palm Springs International Film Festival      | 15 ianuarie 2017                | FIPRESCI Prize for Best Foreign Language Film of the Year | Toni Erdmann                                                  | Câștigat                        | [ 47 ]                          |
| San Francisco Film Critics Circle             | 11 decembrie 2016               | Best Foreign Language Film                                | Toni Erdmann                                                  | Nominalizare                    | [ 48 ] [ 49 ]                   |
| Satellite Awards                              | 19 februarie 2017               | Best Foreign Language Film                                | Toni Erdmann                                                  | Nominalizare                    | [ 50 ]                          |
| St. Louis Gateway Film Critics Association    | 18 decembrie 2016               | Best Foreign Language Film                                | Toni Erdmann                                                  | Nominalizare                    | [ 51 ]                          |
| Toronto Film Critics Association              | 11 decembrie 2016               | Best Film                                                 | Toni Erdmann                                                  | Runner-up                       | [ 52 ]                          |
| Toronto Film Critics Association              | 11 decembrie 2016               | Best Actor                                                | Peter Simonischek                                             | Runner-up                       | [ 52 ]                          |
| Toronto Film Critics Association              | 11 decembrie 2016               | Best Actress                                              | Sandra Hüller                                                 | Câștigat                        | [ 52 ]                          |
| Toronto Film Critics Association              | 11 decembrie 2016               | Best Director                                             | Maren Ade                                                     | Câștigat                        | [ 52 ]                          |
| Toronto Film Critics Association              | 11 decembrie 2016               | Best Screenplay                                           | Maren Ade                                                     | Runner-up                       | [ 52 ]                          |
| Toronto Film Critics Association              | 11 decembrie 2016               | Best Foreign Language Film                                | Toni Erdmann                                                  | Câștigat                        | [ 52 ]                          |
| Vancouver Film Critics Circle                 | 20 decembrie 2016               | Best Foreign Language Film                                | Toni Erdmann                                                  | Câștigat                        | [ 53 ]                          |
| Washington D.C. Area Film Critics Association | 5 decembrie 2016                | Best Foreign Language Film                                | Toni Erdmann                                                  | Nominalizare                    | [ 54 ]                          |
| Women Film Critics Circle                     | 19 decembrie 2016               | Best Foreign Film by or about Women                       | Toni Erdmann                                                  | Nominalizare                    | [ 55 ]                          |